# Ricardo Margaleff
Ricardo Matías Margaleff Pérez (Ciudad de México, 1 de enero de 1977) es un actor mexicano que ha incursionado en el género de la comedia. 

## Datos biográficos
Ricardo Margaleff nació en la Ciudad de México el 1 de enero de 1977. 
Estudió una maestría en perfeccionamiento actoral, así como un curso completo de Stand Up Comedy con el actor y comediante Miguel Galván.
Interpretó el personaje de Rocky en la telenovela Al diablo con los guapos, y también participó en la serie de televisión Una familia de diez. También interpretó a Antonio en la telenovela Corazones al límite y a a Edson en la telenovela Piel de otoño.
En cine ha participado en películas como "El desconocido" de Rafael Piñero y en la película "Te presento a Laura" de Fernando Noriega.
En teatro ha participado en diversas puestas, "Chiquita pero picosa" al lado de la señora Verónica Castro, Macaria, Lisa Willer y Fernando Cianguerotti. "Sálvese Quien Pueda" con Jorge Ortiz de Pinedo y Mauricio Castillo. 
En 2009, se integró en la telenovela Un gancho al corazón, en donde interpretó a "Arnoldo Klunder".
En 2010, se encargó de dar vida a Oliver Rosales en la telenovela Llena de Amor. Al año siguiente, en el 2011, actuaría en Amorcito corazón. A mediados del 2012, Juan Osorio lo convocaría para integrarse en su telenovela Porque el amor manda.

## Filmografía

### Telenovelas
- Amor dividido (2022) ... Francisco Ramos
- Te doy la vida (2020) ... Agustín Preciado.
- Tenías que ser tú (2018) ... Brayan Pineda Salgado.[1]
- El bienamado (2017) ... Juancho López.
- Corazón que miente (2016) ... Cristian Mena Souza.
- Amores con trampa (2015) .... Mauricio Gael Luna Velasco.
- Hasta el fin del mundo (2014/15) .... Pedro.
- Qué pobres tan ricos (2013-2014) .... Jonathan Gómez.
- Porque el amor manda (2012-2013) .... Julio Pando.
- Amorcito corazón (2011-2012) .... Moncho.
- Llena de amor (2010-2011).... Oliver Rosales.
- Un gancho al corazón (2008-2009).... Arnoldo Klunder.
- Al diablo con los guapos (2007-2008).... Ricardo 'Rocky' Juárez 'Morgan'.
- Piel de otoño (2005).... Edson.
- Corazones al límite (2004).... Antonio Ramos.
- Las vías del amor (2002-2003).... Bruno.
- Mi destino eres tú (2000)

## Series
- ¿Tú Crees? (2022).... Plutarco López
- STANDparados (2013).... Standupero
- Hermanos y detectives (2010).... Floor Manager
- Desde Gayola (2008-2009).... Christopher (Cuarto Redondo)
- Una familia de diez (2007-presente).... Plutarco López
- ¡Qué Madre, Tan Padre! (2006).... Animal
- Energía Extrema (2006).... Ricardo
- Mujer, casos de la vida real (2006).... Participación especial
- Par de ases (2005).... Participación especial
- La energía de sonric slandia (2005).... Ricardo
- Estilo Digital (2004)

## Programas de TV
- El torneo del saber (2000-2001
- Cuéntamelo ya (2018)
- Me caigo de risa (2014 - 2015, 2018 - presente)
- Hoy (2016-2017)
- Una familia de 10
- ¿Quién es la máscara? (2022).... Bunch[2]

## Películas
- Te presento a Laura (2010).... Policía (Posproducción)
- El desconocido
- Un jefe en pañales 2: negocios de familia (2021) Timothy "Tim" Templeton (Doblaje)

## Teatro
- La familia de diez (2014)[3]
- Una semana nada más (2014)[4]

## Premios y nominaciones

### Premios TVyNovelas
| Año  | Categoría                  | Programa/telenovela      | Resultado |
| ---- | -------------------------- | ------------------------ | --------- |
| 2009 | Mejor revelación masculina | Al diablo con los guapos | Nominado  |

### Premios de la Agrupación de Críticos y Periodistas de Teatro
| Año  | Categoría        | Obra de teatro                            | Resultado |
| ---- | ---------------- | ----------------------------------------- | --------- |
| 2014 | Actor de comedia | Una familia de diez y Una semana nada más | Ganador   |